# Linux支持的计算机系统结构列表

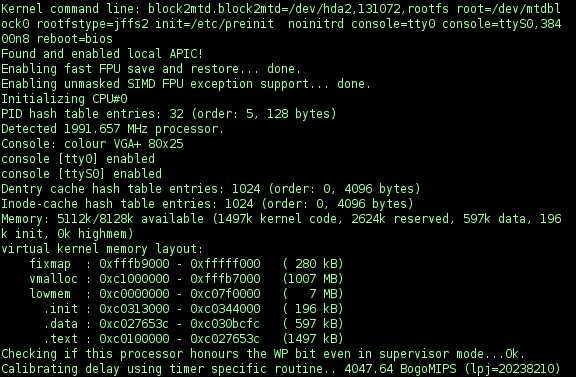
Linux 2.6.25.17启动界面

Linux操作系统家族的基本组件如Linux内核、GNU C 函式庫、BusyBox，或其复刻如μClinux和uClibc，在编程时已经考虑了一定程度的抽象。此外，在汇编语言或C语言源代码中包含了不同的代码途径，以支持特定的硬件。因此，源代码可以在大量的计算机系统结构上成功编译（或交叉编译）。
此外，还开发了必需的自由及开放源代码软件，作为Linux和将要执行Linux的硬件之间的接口。例如，編譯器如GCC和LLVM/Clang。对交叉编译来说，则有数个完整工具鏈，像GNU工具链、OpenWrt Buildroot或OpenEmbedded。Yocto计划针对嵌入式应用案例。
条目Linux内核的可移植性一节中包含了有关技术细节的信息及参考。
请注意，额外的组件，如显示服务器或程序（像Blender），不一定适用以下所有平台。根本上说，所有软件都需要移植到执行该软件的硬件上，即适用特定体系。在编程时抽象的程度决定了该软件日后移植时所需要付出的努力。
相关术语：移植目标中有计算机系统结构，包括指令集架構和微处理器（至少为CPU）的微架構。目标还包括整个系统的“系统设计”，无论是超级计算机、桌上型電腦还是某些系统芯片，如在某些情况下，使用的是独一无二的总线。过去，内存控制器是在主板芯片组的一部分，而不是在CPU晶粒上。
尽管支持特定指令集是编译器的任务，软件在编写时也需考虑一定程度的抽象，才能使移植成为可能。以汇编语言写成的任何代码都将限定于某一指令集。
对特定微架构的支持包括优化CPU缓存层次结构中的TLB等。

## 发行
- Alpha指令集：
  - DEC Alpha
  - 三星Alpha CPU
- ADI
  - Blackfin（自2.6.22 （页面存档备份，存于））
- ARM系列指令集：
  - Acorn Archimedes及Risc PC系列
  - 全志
  - Apple Ax
  - Broadcom VideoCore
  - DEC StrongARM
  - 三星Exynos
  - Marvell（原英特尔）XScale
  - Sharp Zaurus
  - HiSilicon
  - iPAQ
  - Palm公司的Tungsten Handheld[1]
  - Gamepark Holdings GP2X
  - Open Pandora
  - 联发科技
  - 诺基亚770网络终端
  - 诺基亚 N800
  - 诺基亚 N810
  - 诺基亚 N900
  - Nomadik
  - NovaThor（停产）
  - gumstix
  - 任天堂DS（为DSlinux）
  - Sony Mylo
  - Qualcomm Snapdragon
  - Nvidia Tegra
  - TI OMAP
  - Psion 5, 5MX, Series 7, netBook
  - Rockchip
  - 某些Apple iPod型号（参见iPodLinux）
  - OpenMoko Neo 1973
  - 飞思卡尔（原摩托罗拉）i.MX多媒体处理器
- 爱特梅尔AVR32
- 安讯士ETRAX CRIS
- 德州仪器TMS320 DSP系列
  - TMS320C64x
- 飞思卡尔（原摩托罗拉）68k架构（68020, 68030, 68040, 68060）：
  - 某些Amiga：A1200、A2500、A3000、A4000
  - Apple Macintosh II、LC、Quadra、Centris及早先Performa系列
- Fujitsu FR-V
- Qualcomm Hexagon
- 惠普PA-RISC系列
- H8架构，来自瑞萨科技（原日立）。
  - H8/300
  - H8/500
- IBM
  - System/390（31位元）
  - Z/Architecture（Z mainframes）（64位元）
- 英特尔IA-64安腾，安腾II
- x86架构：
  - 使用IA-32及x86-64处理器的IBM PC兼容机：
    - Intel 80386（于3.8中止）、80486及其AMD、Cyrix、德州仪器和IBM变种
    - 整个奔腾系列及其赛扬和Xeon变种
    - 酷睿处理器
    - AMD 5x86、K5、K6、Athlon（所有32位版本）、Duron、Sempron
    - x86-64：64位处理器架构，现正式称为AMD64（AMD）或Intel64（英特尔）；由Athlon 64、Opteron、Intel Core 2及其它所支持
    - Cyrix 5x86、6x86（M1）、6x86MX及MediaGX（National/AMD Geode）系列
    - VIA Technologies Eden (Samuel II), VIA C3, and VIA C7 processors

  - 微软Xbox（奔腾III处理器），通过Xbox Linux项目
  - SGI Visual Workstation (Pentium II/III processor(s) with SGI chipset)
  - Sun Microsystems Sun386i工作站（80386及80486）
  - 对8086、8088、80186、80188及80286 CPU的支持正在开发（ELKS分支）[2]
- M32R，来自三菱
- Microblaze，来自Xilinx
- MIPS架構：
  - Dingoo
  - Infineon's Amazon & Danube Network Processors
  - Ingenic Jz4740
  - Jazz
  - Cobalt Qube、Cobalt RaQ
  - DECstation
  - WD TV
  - 龙芯（MIPS兼容），龙芯2和龙芯2E，来自BLX IC设计有限公司（中国）
  - 某些PlayStation 2型号，通过PS2 Linux项目
  - PlayStation Portable uClinux 2.4.19移植
  - 博通无线芯片组
  - Dreambox (HD models)[3]
  - Cavium Octeon包处理器
- MN103,来自松下
- OpenRISC
  - OpenRISC 1000系列，截至Linux内核主线3.1。
  - Beyond Semiconductor OR1200
  - Beyond Semiconductor OR1210
- IBM POWER架构：
  - IBM服务器
- PowerPC架构：
  - IBM Cell
  - Most pre-Intel Apple computers (all PCI-based Power Macintoshes, limited support for the older NuBus Power Macs)
  - Clones of the PCI Power Mac marketed by Power Computing, UMAX and Motorola
  - Amigas upgraded with a "Power-UP" card (such as the Blizzard or CyberStorm)
  - AmigaOne主板，来自Eyetech Group Ltd（英国）
  - Samantha，来自Soft3（意大利）
  - IBM RS/6000、iSeries及pSeries系统
  - Pegasos I and II boards from Genesi
  - 任天堂GameCube及Wii，通过Nintendo GameCube Linux
  - Project BlackDog from Realm Systems, Inc.
  - Sony PlayStation 3
  - 微软Xbox 360，通过free60项目
  - V-Dragon CPU，来自Culturecom。
  - Virtex II Pro Field Programmable Gate Array (FPGA) from Xilinx with PowerPC cores.
  - Dreambox (non-HD models)[4]
- SPARC
  - SPAR（32位）：
    - Sun-4（于2.6.27中止）
    - SPARCstation/SPARCserver系列（sun4m, sun4d）sun4c（于3.5中止）
    - LEON

  - UltraSPARC（64位）：
    - Sun Ultra series
    - Sun Blade
    - Sun Fire
    - SPARC Enterprise systems, also the based on the UltraSPARC T1, UltraSPARC T2, UltraSPARC T3 and UltraSPARC T4 processors
- SuperH
  - Sega Dreamcast (SuperH SH4)
  - HP Jornada 680 through Jlime distribution (SuperH SH3)
- Synopsys DesignWare ARC cores, originally developed by ARC International
- S+core
- Tilera
- Xtensa from Tensilica
- UniCore32

其它处理器（特别是Freescale 68000和ColdFire）受无MMU的变种μClinux支持。